# Parlamentswahl in den Niederlanden 1971
Die Parlamentswahl in den Niederlanden 1971 (Tweede Kamerverkiezingen) fand am 28. April statt. Gewählt wurden die 150 Abgeordneten der Zweiten Kammer.
Ministerpräsidenten (Liste):
- Barend Biesheuvel → Kabinett Biesheuvel (KVP–VVD–ARP–CHU–DS70), 1971–1973.

## Ergebnis

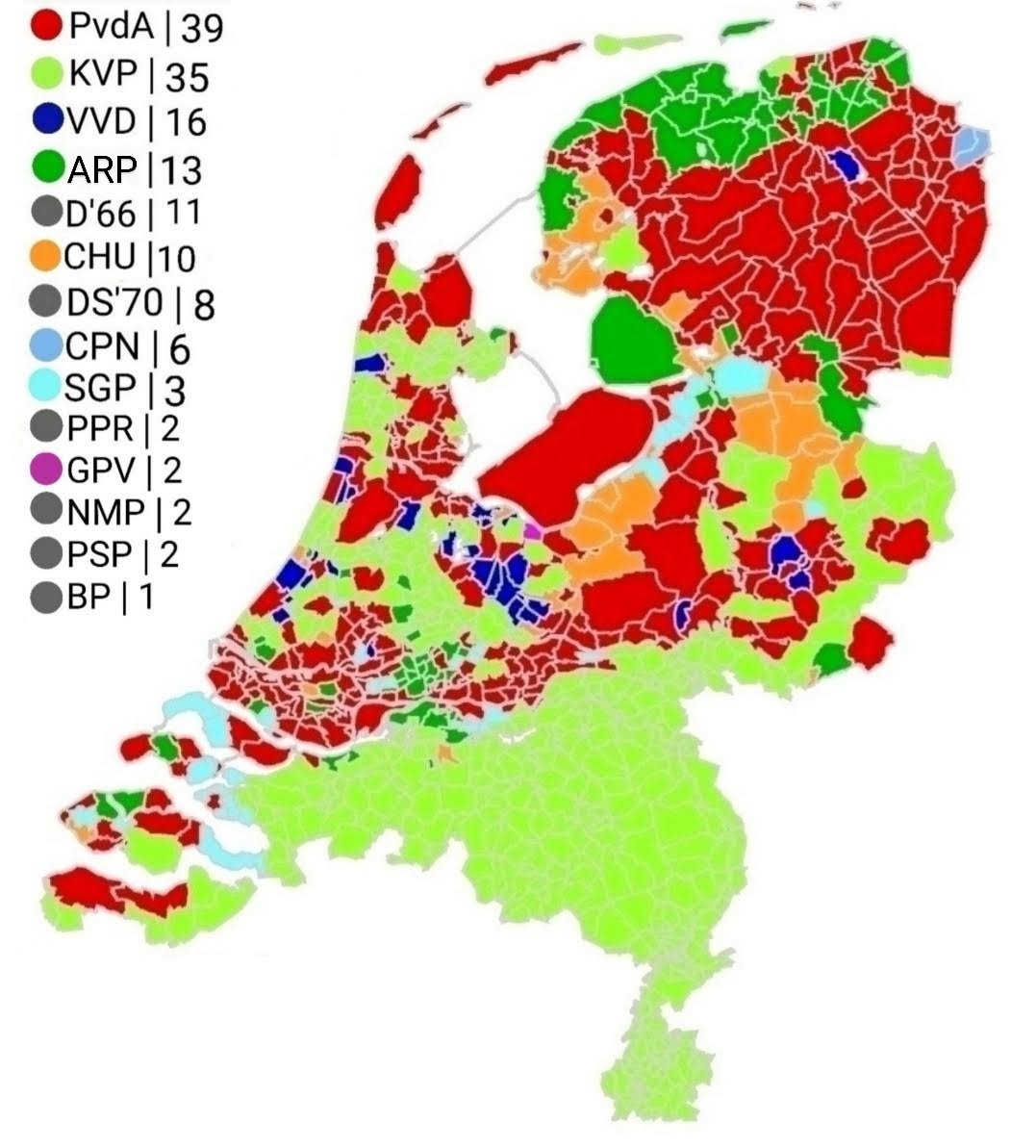
Relative Mehrheiten nach Gemeinden

| Listen                                       | Listen                                        | Stimmen   | %    | Mandate | +/- |
| -------------------------------------------- | --------------------------------------------- | --------- | ---- | ------- | --- |
|                                              | Partij van de Arbeid (PvdA)                   | 1.554.280 | 24,6 | 39      | +2  |
|                                              | Katholieke Volkspartij (KVP)                  | 1.379.672 | 21,8 | 35      | –7  |
|                                              | Volkspartij voor Vrijheid en Democratie (VVD) | 653.370   | 10,3 | 16      | –1  |
|                                              | Anti-Revolutionaire Partij (ARP)              | 542.742   | 8,6  | 13      | –2  |
|                                              | Democraten 66 (D66)                           | 428.067   | 6,8  | 11      | +4  |
|                                              | Christelijk-Historische Unie (CHU)            | 399.106   | 6,3  | 10      | –2  |
|                                              | Democratisch Socialisten ’70 (DS ’70)         | 336.719   | 5,3  | 8       | Neu |
|                                              | Communistische Partij van Nederland (CPN)     | 246.569   | 3,9  | 6       | +1  |
|                                              | Staatkundig Gereformeerde Partij (SGP)        | 148.192   | 2,3  | 3       | ±0  |
|                                              | Politieke Partij Radikalen (PPR)              | 116.049   | 1,8  | 2       | Neu |
|                                              | Gereformeerd Politiek Verbond (GPV)           | 101.790   | 1,6  | 2       | +1  |
|                                              | Nieuwe Midden Partij (NMP)                    | 95.706    | 1,5  | 2       | Neu |
|                                              | Pacifistisch Socialistische Partij (PSP)      | 90.738    | 1,4  | 2       | –2  |
|                                              | Boerenpartij (BP)                             | 69.656    | 1,1  | 1       | –6  |
|                                              | Algemene Bejaardenpartij Nederland            | 26.878    | 0,4  | –       | Neu |
|                                              | Nederlands Appèl                              | 24.376    | 0,4  | –       | Neu |
|                                              | Nieuwe Roomse Partij                          | 23.047    | 0,4  | –       | Neu |
|                                              | Kabouters                                     | 21.982    | 0,3  | –       | Neu |
|                                              | Bejaarden- en Arbeiderspartij                 | 21.488    | 0,3  | –       | Neu |
|                                              | Sonstige < 0,25 %                             | 37.725    | 0,6  | –       | ±0  |
| Gesamt                                       | Gesamt                                        | 6.318.152 | 100  | 150     | –   |
|                                              |                                               |           |      |         |     |
| Quellen: Kiesraad: Proces-verbaal – Ergebnis |                                               |           |      |         |     |